# Adrar Tamgak
Der Adrar Tamgak (auch Adragh Tamgak, Adrar Timgué) ist ein bis zu 1988 m hohes Gebirgsmassiv im Hochgebirge Aïr in Niger.

## Geographie
Der Adrar Tamgak liegt im Osten des Aïr und gehört zum UNESCO-Welterbe Naturreservat Aïr und Ténéré. Seinen mit 1988 m höchsten Punkt erreicht er in seinem Südteil.

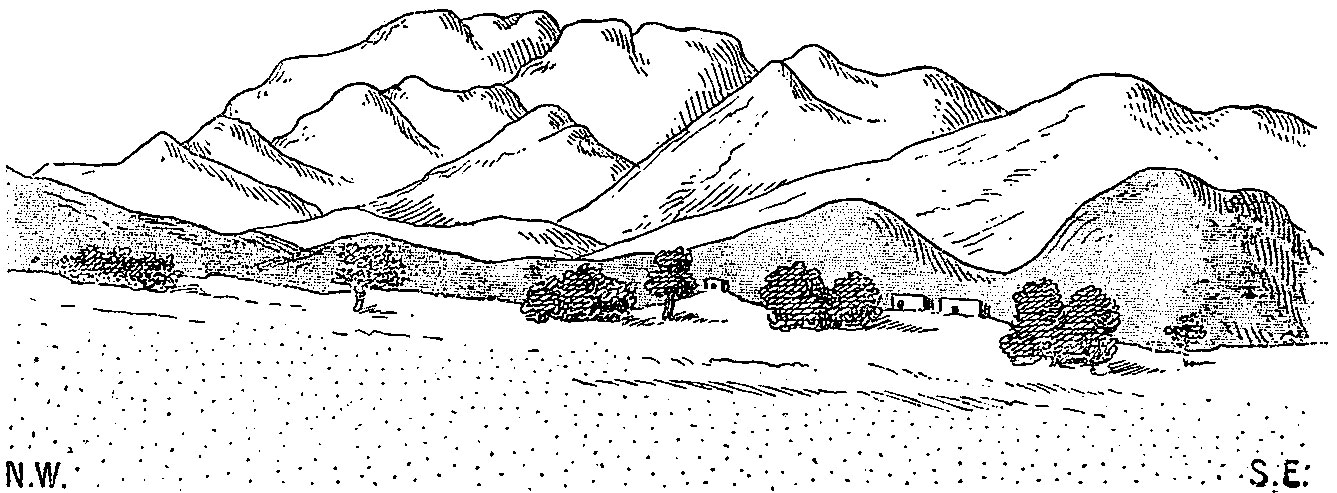
Blick von Iférouane auf den Adrar Tamgak (Zeichnung von René Chudeau, 1909)

Das Gebirgsmassiv wird durch eine tiefe, bogenförmig in West-Ost-Richtung verlaufende Schlucht in einen nördlichen und einen südlichen Abschnitt geteilt. Der westliche Eingang zur Schlucht liegt rund fünf Kilometer vom Dorf Iférouane entfernt. Ihr östlicher Ausgang führt in die Sanddünen der Ténéré südwestlich des Chiriet-Massivs. Die Tamgak-Schlucht entstand durch sich überlappende Plutone. Auch die dort zu findenden Mega-Brekzien verweisen auf den vulkanischen Ursprung des Tals. An den Seitenschluchten tritt unterirdisch fließendes Wasser an die Oberfläche, wodurch besonders im westlichen Teil große Wasserbecken entstehen. Das durch die Schlucht verlaufende Trockental ist der Tamgak, mit dem Touféché und dem Zakat als bedeutenden Zuflüssen.
Im Massiv ist eine kleine Anubispavian-Population anzutreffen. Die Gueltas in der Schlucht ziehen außerdem Gazellen, Mufflons, Nagetiere und Greifvögel an. Für den Adrar Tamgak typische Gehölzpflanzen sind Acacia ehrenbergiana, Acacia laeta, Anogeissus leiocarpa, Grewia tenax und Rhus tripartita. Charakteristische krautige Pflanzen sind Aerva javanica, Cymbopogon schoenanthus und Lavandula stricta.

## Geschichte und Kultur
In der Schlucht leben nomadisierende Tuareg. Der Name Adrar Tamgak bedeutet „bewohnter Berg, der viele Dinge verbirgt“. Dies ist ein Hinweis darauf, dass er seit langem als Rückzugsgebiet dient.
Eine vollständige Durchquerung der Schlucht mit Kamelen dauert zumindest sechs Tage. Der erste Europäer, der diesen Weg zurücklegte, war der Franzose Burthe d’Annelet im Jahr 1930.